# Boca (okręg Gorj)
Boca – wieś w Rumunii, w okręgu Gorj, w gminie Samarinești. W 2011 roku liczyła 302 mieszkańców.